# Luise Fleck
Luise Fleck, de soltera Luise Veltée, también conocida como Luise Kolm o Luise Kolm-Fleck (posiblemente en Viena, 1 de agosto de 1873 – 15 de marzo de 1950) fue una directora de cine austríaca, considerada la segunda directora de largometrajes de la historia tras la francesa Alice Guy-Blaché.

## Biografía

### Primeros años, Wiener Kunstfilm y Vita-Film: hasta 1926
Luise Fleck nació el 1 de agosto de 1873. Era hija de Louis Veltée, fundador del Veltée Panoptikum vienés, un museo de cera que estuvo activo desde 1888 hasta 1918. Su madre era la aristócrata Nina Veltée, procedente de Lyon.
De hecho, su primer trabajo fue como taquillera en el Veltée Panoptikum. Fue justo ahí donde surgió el amor de Luise Fleck por el cine, ya que en el museo de cera también se proyectaban algunos cortos cinematográficos. 
En enero de 1910, junto a su primer marido Anton Kolm, el camarógrafo Jacob Fleck y su hermano Claudius, fundaron la primera productora cinematográfica importante de Austria, con el apoyo financiero de varias fuentes, incluido el padre de Luise. Un año después se convirtió en la Österreichisch-Ungarische Kinoindustrie GmbH y, a finales de 1911, tras una considerable reconstrucción financiera, pasó a ser la Wiener Kunstfilm-Industrie (Industria cinematográfica de Viena). Las primeras producciones de la compañía fueron documentales cortos realizados en Viena y otras partes del Imperio Austro-Húngaro. La competencia era dura, ya que la nueva compañía se enfrentaba con la gran industria francesa, que dominaba el mercado antes de la Primera Guerra Mundial. 
Las compañías francesas fueron expulsadas de Austria al inicio de la Primera Guerra Mundial, pero surgió una nueva competencia en la extremadamente rica compañía Sascha-Film, también austriaca. Durante la guerra, las dos empresas lucharon por dominar la propaganda, sin embargo, los recursos financieros superiores de Sascha-Film hicieron que fueran estos quienes dominaran en 1918, llevando a la Wiener Kunstfilm-Industrie al colapso económico tras terminar la guerra. Wiener Kunstfilm se vio obligada a disolverse, aunque Anton Kolm pudo reestructurar sus finanzas y relanzar la empresa con el nombre de Vita-Film en 1919. 
El trabajo comenzó inmediatamente en los nuevos y prestigiosos estudios cinematográficos de Rosenhügel en Mauer, no obstante, en 1922, como resultado de serios desacuerdos con sus patrocinadores financieros, Anton, Luise y Jacob Fleck cortaron su conexión con Vita-Film. Anton murió ese mismo año. Luise y Jacob Fleck contrajeron matrimonio en 1924 y se trasladaron a Berlín en 1926.

### Alemania 1926-33, Austria 1933-40
En Alemania, Luise Fleck y su esposo trabajaron para compañías de producción de Berlín, particularmente para Liddy Hegewald y UFA. Durante este período rodaron entre 30 y 40 películas, a veces hasta nueve en un solo año. Cuando Hitler tomó el poder en 1933, regresaron a Viena, ya que Jacob Fleck era judío, pero continuaron produciendo para Hegewald-Film en Viena y Praga. Durante este periodo su hijo Walter Kolm-Veltée se formó como técnico de sonido con la empresa Tobis-Film para después convertirse en director de cine. 
Ya en 1938 los nacionalsocialistas tomaron el poder en Austria en el Anschluss y la industria cinematográfica quedó inmediatamente subyugada a manos de la Cámara de Cultura del Reich, Reichskulturkammer, lo que provocó que ambos directores perdieran el trabajo. 

### Exilio 1940-47
Jacob Fleck fue internado en 1938 en el campo de concentración de Dachau, pero fue liberado en 1940. Tras ello, ambos se exiliaron a Shanghái. Allí cooperaron con el director chino Fei Mu en la codirección de la película Söhne und Töchter der Welt («Hijos e hijas del mundo»), que antes del establecimiento de la República Popular China fue la única colaboración entre chinos y cineastas extranjeros. Su estreno tuvo lugar el 4 de octubre de 1941 en el Teatro Jindu de Shanghái.

### Regreso a Austria 1947-50
En 1947, en el año que August Diglas, Emmerich Hanus und Elfi von Dassanowsky fundaron el primer estudio de cine de posguerra en Austria (Belvedere Film), los Fleck volvieron a Viena para planificar su regreso, cosa que nunca llegó a materializarse. En 1950 murió Luise Fleck, Jacob Fleck tres años después.

## Carrera
En 1911 se estrenó el primer trabajo de Luise Fleck acreditado como codirectora: Die Glückspuppe («La muñeca de la buena suerte»). En el mismo año siguieron otros dramas: Der Dorftrottel («El bobo del pueblo»), Tragödie eines Fabriksmädels («La tragedia de una chica de fábrica») y Nur ein armer Knecht («Solo un pobre compañero»). En 1913 se estrenaron sus trabajos como directora y productora Der Psychiater («El psiquiatra») y Das Proletarierherz («El corazón proletario»).
Durante la Primera Guerra Mundial dirigió los dramas de propaganda pro Habsburgo Mit Herz und Hand fürs Vaterland («Con mano y corazón para la patria») (1915) y Mit Gott für Kaiser und Reich («Con Dios para Kaiser y Reich») (1916). En 1918 se estrenó Der Doppelselbstmord («El doble suicidio»).
También hizo uso de la literatura austriaca en Die Ahnfrau («La ancestra») basada en la obra del mismo nombre de Franz Grillparzer, y Lumpazivagabundus, ambas de 1919. Entre 1911 y 1922, siendo este último el año en el que murió su marido Anton, se sabe que Luise dirigió o codirigió alrededor de 45 películas, y el número puede haber sido considerablemente mayor.
Luise Kolm, como la llamaban entonces, era la principal responsable en el estudio como productora de dramas de crítica social que trataban cuestiones de conflicto de clases e ideológicas, a diferencia de las producciones estándar de otros estudios cinematográficos de la época. Otra característica de la obra de Luise Fleck es que, a pesar de la que época en que vivía, sus películas tenían tintes feministas. Así, Luise no se dejaba amedrentar y en sus películas mostraba temas polémicos como el aborto, siendo crítica al trato que la sociedad daba a la mujer. Un ejemplo de obra feminista fue Mädchen am Kreuz («Mujer crucificada») de 1929, una obra cuyo tema principal es la violación. En esta película se cuenta la historia de Mary, una mujer feliz dentro de su relación con Hans. Esto es así hasta el día en que se encuentra a Karl, un hombre que clama que necesita poseerla. Tal es así que Karl comienza a perseguirla, gritarla por la calle, e incluso se pone a trabajar como jardinero junto al padre de Mary. En ese jardín es donde se plantaría la «cruz de la mujer», ya que es ahí donde se produce el crimen inevitable. Como se puede observar, Luise Fleck profundiza en un tema que es de lo más relevante en nuestros días.
El actor Eduard Sekler, que trabajaba para Wiener Kunstfilm, la describió de esta manera: «Luise Kolm era una persona talentosa en todos los aspectos. Hacía todo, montaba las películas, guionizaba, y colaboraba con su hermano, mientras que su marido Anton Kolm se encargaba solo de las finanzas. Sin su impulso e iniciativa, es dudoso que la empresa hubiera podido seguir existiendo.»
Entre sus trabajos se incluye la tragedia de Arthur Schnitzler Liebelei («Amoríos») en 1927 y Wenn die Soldaten... («Cuando los soldados…») en 1931. Der Pfarrer von Kirchfeld («El sacerdote de Kirchfeld») llegó a los cines en 1937. Fue la primera producción cinematográfica sonora de Luise y Jacob Fleck basada en la conocida obra anticlerical de 1870 de Ludwig Anzengruber, después de dos películas mudas de 1914 y 1926. Por su parte, la adaptación de Luise fue considerada de ideología antinazi y procatólica dentro de la «Propaganda austriaca» y fue rechazada y malinterpretada por la crítica. 

## Legado
En total, Luise Fleck escribió al menos 18 guiones, dirigió 53 películas y produjo 129 películas. Algunas fuentes asumen cifras mucho más altas, lo que permite que su trabajo a menudo no esté acreditado.
Esto en parte explica que, a pesar de haber sido la segunda mujer directora de la historia del cine, no haya llegado a ser tan conocida para el público general.
Lo que sí está claro es que Luise Fleck era una persona con talento a raudales. Era una parte esencial dentro de su empresa, y realmente hacía de todo: montaba las películas, guionizaba e incluso colaboraba con su hermano. Es cierto que su marido Anton Kolm era el que se encargaba de las finanzas, pero sin el impulso y la iniciativa de Luise la empresa nunca podría haber seguido adelante.
En la actualidad, desde el 2018 la asociación «Gloria FC» trata de honorar el trabajo incansable de Luise Fleck a través de la entrega anual de los «Premios Luise Fleck»

## Filmografía
| Año  | Título de la película |
| ---- | --- |
| 1908 | Von Stufe zu Stufe (guionista) |
| 1911 | Die Glückspuppe Hoffmans Erzählungen Der Dorftrottel Tragödie eines Fabrikmädels Nur ein armer Knecht |
| 1912 | Trilby Turf Der Unbekannte Zweierlei Blut |
| 1913 | Der Psychiater Das Proletarierherz Unrecht Gut gedeiht nicht Johann Strauß an der schönen blauen Donau (productora) |
| 1914 | Die Hochzeit von Valeni (guionista) Der Pfarrer von Kirchfeld Svengali Frau Gertrud Namenlos (productora) |
| 1915 | Der Meineidbauer Mit Herz und Hand fürs Vaterland Mutter Sorge Der Traum eines österreichischen Reservisten |
| 1916 | Die Tragödie auf Schloß Rottersheim Das verhängnisvolle Rezept Armer Teufel Auf der Höhe Der Landstreicher Mit Gott für Kaiser und Reich Sommeridylle Lebenswogen |
| 1917 | Der G'wissenswurm Im Banne der Pflicht Der rote Prinz Mir kommt keiner aus Der Schandfleck Der Verschwender Der König amüsiert sich (Rigoletto) |
| 1918 | Der Doppelselbstmord Don Cäsar, Graf von Irun Gespenster (producción) Freier Dienst Die Jüdin Die Schlange der Leidenschaft Konrad Hartls Lebensschicksal (producción) So fallen die Lose des Lebens (producción)                                                                                     |
| 1919 | Die Ahnfrau Die Zauberin am Stein Der ledige Hof (producción) Lumpacivagabundus Der gefesselte Prometheus (producción) Stahl und Stein (producción) Seine schwerste Rolle Seemansbraut Die Stimme des Gewissens (producción)                                                                          |
| 1920 | Der Herr des Lebens Der tanzende Tod Eva, die Sünde Herzblut Lasset die Kleinen zu mir kommen (producción) Durch Wahrheit zum Narren Freut euch des Lebens Der Fluch der Vererbung (producción) Verschneit Doktor Ruhland (producción) Wildfeuer (producción) Der Leiermann Winterstürme (producción) |
| 1921 | Eine Million Dollar Olga Frohgemut |
| 1922 | Revanche |
| 1923 | Frühlingserwachen |
| 1924 | Die Tochter der Frau von Larsac |
| 1926 | Der Pfarrer von Kirchgeld Der Meineidbauer |
| 1927 | Liebelei Der fröhliche Weinberg Der Orlow Das Fürstenkind (Der Fürst der schwarzen Berge) Ein Mädel aus dem Völke Der Bettelstudent Wenn Menschen reif zur Liebe werden |
| 1928 | Die lustigen Vagabunden Die kleine Sklavin Die Geliebte seiner Hochzeit Die Yacht der sieben Sünden Frauenarzt Dr. Schäfer Die schönste Frau von Paris |
| 1929 | Der Zarewitsch Das Recht auf Liebe Der Leutnat Ihrer Majestät Mädchen am Kreuz |
| 1930 | Der Fleck auf der Ehr' Einbruch im Bankhaus Reichenbach Die Warschauer Zitadelle Die Csikosbaroneß |
| 1931 | Wenn die Soldaten... |
| 1932 | Ein Auto und kein Geld |
| 1933 | Mein Liebster ist ein Jägersmann Liebe bei Hof |
| 1935 | Csardas |
| 1937 | Der Pfarrer von Kirchfeld |
| 1941 | Söhne und Töchter der Welt |